# Fujita Soccer Club 1985-1986
Questa voce raccoglie le informazioni riguardanti il Fujita Soccer Club nelle competizioni ufficiali della stagione 1985-1986.

## Maglie e sponsor
Lo sponsor tecnico Asics viene confermato: in concomitanza con il cambiamento dei colori societari venne adottata una nuova divisa, interamente bianca con calzoncini e motivo decorativo blu. Sulla parte anteriore campeggia inoltre la scritta Fujita.
| Manica sinistra · Maglietta · Maglietta · Manica destra · Pantaloncini · Calzettoni |

## Rosa
| N. |                     | Ruolo | Calciatore         |
| -- | ------------------- | ----- | ------------------ |
| 1  | Giappone (bandiera) | P     | Izumi Yokokawa     |
| 2  | Giappone (bandiera) | D     | Yutaka Ikeuchi     |
| 3  | Giappone (bandiera) | D     | Tsutomu Sonobe     |
| 4  | Giappone (bandiera) | D     | Akira Kofumi       |
| 5  | Giappone (bandiera) | C     | Hiroyuki Sakashita |
| 6  | Giappone (bandiera) | D     | Mitsugu Nomura     |
| 7  | Giappone (bandiera) | C     | Jun Suzuki         |
| 8  | Giappone (bandiera) | A     | Satoshi Tezuka     |
| 9  | Giappone (bandiera) | A     | Kōichi Kobayashi   |
| 10 | Giappone (bandiera) | A     | Shigekazu Yoshiura |
| 11 | Giappone (bandiera) | A     | Tadahiro Takahashi |
| 12 | Giappone (bandiera) | A     | Masaaki Mori       |

| N. |                     | Ruolo | Calciatore         |
| -- | ------------------- | ----- | ------------------ |
| 13 | Perù (bandiera)     | C     | Oscar Vargas Kinjo |
| 14 | Giappone (bandiera) | C     | Shigekazu Shorida  |
| 15 | Giappone (bandiera) | D     | Takafumi Egawa     |
| 16 | Giappone (bandiera) | C     | Hirokazu Negishi   |
| 17 | Giappone (bandiera) | C     | Shigeharu Ueki     |
| 18 | Giappone (bandiera) | A     | Osamu Taninaka     |
| 19 | Giappone (bandiera) | P     | Toyokazu Fukuda    |
| 20 | Giappone (bandiera) | C     | Motoaki Goto       |
| 21 | Giappone (bandiera) | D     | Hitoshi Nakata     |
| 23 | Giappone (bandiera) | C     | Haruo Yuki         |
| 31 | Giappone (bandiera) | P     | Masatoshi Mori     |

## Risultati

### Japan Soccer League Cup
| Kitakyushu 23 giugno 1985 | Fujita | 2 – 1 | Nippon Steel |  |

| Hamamatsu 29 giugno 1985                     | Fujita               | 1 – 1 (d.t.s.) | ANA Yokohama |  |
| \| \| \| \| \| \| Tiri di rigore 5 – 4 \| \| |                      |                |              |  |
|                                              |                      |                |              |  |
|                                              | Tiri di rigore 5 – 4 |                |              |  |

| Hamamatsu 30 giugno 1985                     | Honda Motor          | 1 – 1 (d.t.s.) | Fujita |  |
| \| \| \| \| \| \| Tiri di rigore 5 – 4 \| \| |                      |                |        |  |
|                                              |                      |                |        |  |
|                                              | Tiri di rigore 5 – 4 |                |        |  |

### Coppa dell'Imperatore
| Matsuyama 14 dicembre 1985 | Fujita | 2 – 1 | Osaka Taiiku Daigaku |  |

| Matsuyama 15 dicembre 1985 | Fujita | 1 – 0 (d.t.s.) | Tanabe Pharma |  |

| Tokyo 22 dicembre 1985 | Fujita | 2 – 0 | Mitsubishi Heavy Ind. | National Stadium |

| Kobe 30 dicembre 1985 | Fujita | 2 – 1 | Toyota Motors |  |

| Tokyo 1º gennaio 1986 | Nissan Motors | 2 – 0 | Fujita | National Stadium |

## Statistiche

### Statistiche dei giocatori
| Giocatore       | JSL      | JSL  | JSL         | JSL        | JSL Cup  | JSL Cup | JSL Cup     | JSL Cup    | Coppa dell'Imperatore | Coppa dell'Imperatore | Coppa dell'Imperatore | Coppa dell'Imperatore | Totale   | Totale | Totale      | Totale     |
| Giocatore       | Presenze | Reti | Ammonizioni | Espulsioni | Presenze | Reti    | Ammonizioni | Espulsioni | Presenze              | Reti                  | Ammonizioni           | Espulsioni            | Presenze | Reti   | Ammonizioni | Espulsioni |
| --------------- | -------- | ---- | ----------- | ---------- | -------- | ------- | ----------- | ---------- | --------------------- | --------------------- | --------------------- | --------------------- | -------- | ------ | ----------- | ---------- |
| T. Fukuda       | 1        | -?   | ?           | ?          | ?        | ?       | ?           | ?          | ?                     | ?                     | ?                     | ?                     | 1+       | 0+     | ?           | ?          |
| M. Goto         | 8        | 0    | ?           | ?          | ?        | ?       | ?           | ?          | ?                     | ?                     | ?                     | ?                     | 8+       | 0+     | ?           | ?          |
| Y. Ikeuchi      | 11       | 0    | ?           | ?          | ?        | ?       | ?           | ?          | ?                     | ?                     | ?                     | ?                     | 11+      | 0+     | ?           | ?          |
| O. Vargas Kinjo | 15       | 3    | ?           | ?          | ?        | ?       | ?           | ?          | ?                     | ?                     | ?                     | ?                     | 15+      | 3+     | ?           | ?          |
| K. Kobayashi    | 20       | 10   | ?           | ?          | ?        | ?       | ?           | ?          | ?                     | ?                     | ?                     | ?                     | 20+      | 10+    | ?           | ?          |
| A. Kofumi       | 10       | 0    | ?           | ?          | ?        | ?       | ?           | ?          | ?                     | ?                     | ?                     | ?                     | 10+      | 0+     | ?           | ?          |
| M. Mori         | 6        | 0    | ?           | ?          | ?        | ?       | ?           | ?          | ?                     | ?                     | ?                     | ?                     | 6+       | 0+     | ?           | ?          |
| H. Nakata       | 9        | 0    | ?           | ?          | ?        | ?       | ?           | ?          | ?                     | ?                     | ?                     | ?                     | 9+       | 0+     | ?           | ?          |
| M. Nomura       | 19       | 0    | ?           | ?          | ?        | ?       | ?           | ?          | ?                     | ?                     | ?                     | ?                     | 19+      | 0+     | ?           | ?          |
| H. Sakashita    | 22       | 0    | ?           | ?          | ?        | ?       | ?           | ?          | ?                     | ?                     | ?                     | ?                     | 22+      | 0+     | ?           | ?          |
| T. Sonobe       | 21       | 0    | ?           | ?          | ?        | ?       | ?           | ?          | ?                     | ?                     | ?                     | ?                     | 21+      | 0+     | ?           | ?          |
| J. Suzuki       | 20       | 3    | ?           | ?          | ?        | ?       | ?           | ?          | ?                     | ?                     | ?                     | ?                     | 20+      | 3+     | ?           | ?          |
| T. Takahashi    | 21       | 8    | ?           | ?          | ?        | ?       | ?           | ?          | ?                     | ?                     | ?                     | ?                     | 21+      | 8+     | ?           | ?          |
| O. Taninaka     | 22       | 4    | ?           | ?          | ?        | ?       | ?           | ?          | ?                     | ?                     | ?                     | ?                     | 22+      | 4+     | ?           | ?          |
| S. Ueki         | 21       | 1    | ?           | ?          | ?        | ?       | ?           | ?          | ?                     | ?                     | ?                     | ?                     | 21+      | 1+     | ?           | ?          |
| I. Yokokawa     | 21       | -?   | ?           | ?          | ?        | ?       | ?           | ?          | ?                     | ?                     | ?                     | ?                     | 21+      | 0+     | ?           | ?          |
| S. Yoshiura     | 20       | 0    | ?           | ?          | ?        | ?       | ?           | ?          | ?                     | ?                     | ?                     | ?                     | 20+      | 0+     | ?           | ?          |
| H. Yuki         | 6        | 0    | ?           | ?          | ?        | ?       | ?           | ?          | ?                     | ?                     | ?                     | ?                     | 6+       | 0+     | ?           | ?          |